# Emmy do Primetime de melhor roteiro em série dramática
O Emmy do Primetime de melhor roteiro em série dramática é um dos prêmios entregues pela Academia de Artes & Ciências Televisivas como parte do Primetime Emmy Award pelas excelências em televisão.

## Vencedores e indicados

### Década de 1950
| Ano                         | Série                   | Episódio        | Roteirista |
| --------------------------- | ----------------------- | --------------- | ---------- |
| 1955                        |                         |                 |            |
| Studio One                  | "Twelve Angry Man"      | Reginald Rose   |            |
| Climax!                     | "An Error in Chemistry" | David Dortort   |            |
| Four Star Playhouse         | "The Answer"            | Leonard Freeman |            |
| Medic                       | "White Is the Color"    | James Moser     |            |
| Philco Television Playhouse | —                       | Paddy Chayefsky |            |

### Década de 1960
| Ano                                    | Série                                   | Episódio                            | Roteirista(s) |
| -------------------------------------- | --------------------------------------- | ----------------------------------- | ------------- |
| 1960                                   |                                         |                                     |               |
| The Twilight Zone                      | -                                       | Rod Serling                         |               |
| Four Startime                          | "The Turn of the Screw"                 | James Costigan                      |               |
| Playhouse 90                           | "Project Immortality"                   | Loring Mandel                       |               |
| 1961                                   |                                         |                                     |               |
| The Twilight Zone                      | -                                       | Rod Serling                         |               |
| Dupont Show of the Mounth              | "The Lincoln Murder Case"               | Dale Wasserman                      |               |
| Sunday Showcase                        | "The Sacco-Vanzetti Story, Part I"      | Reginald Rose                       |               |
| 1962                                   |                                         |                                     |               |
| The Defenders                          | -                                       | Reginald Rose                       |               |
| Alcoa Premiere                         | "People Need People"                    | Henry F. Greenberg                  |               |
| Ben Casey                              | "I Remember a Lemon Tree"               | Jack Laird                          |               |
| The Dick Powell Show                   | "The Price of Tomatoes"                 | Richard Alan Simmons                |               |
| The Twilight Zone                      | —                                       | Rod Serling                         |               |
| 1963                                   |                                         |                                     |               |
| The Defenders                          | "The Madman"                            | Reginald Rose Robert Thom           |               |
| Ben Casey                              | "A Cardinal Act of Mercy, Parts I & II" | Norman Katkov                       |               |
| The DuPont Show of the Week            | "Big Deal in Laredo"                    | Sidney Carroll                      |               |
| Hallmark Hall of Fame                  | "Invincible Mr. Disraeli"               | James Lee                           |               |
| 1966                                   |                                         |                                     |               |
| Hallmark Hall of Fame                  | "Eagle in a Cage"                       | Millard Lampell                     |               |
| Bob Hope Presents the Chrysler Theater | "The Game"                              | S. Lee Pogostin                     |               |
| I Spy                                  | "A Cup of Kindness"                     | Morton S. Fine David Friedkin       |               |
| 1967                                   |                                         |                                     |               |
| Mission: Impossible                    | "Mission: Impossible"                   | Bruce Geller                        |               |
| CBS Playhouse                          | "The Final War of Olly Winter"          | Ronald Ribman                       |               |
| I Spy                                  | "The Warlord"                           | Robert Culp                         |               |
| 1968                                   |                                         |                                     |               |
| CBS Playhouse                          | "Do Not Go Gentle Into That Good Night" | Loring Mandel                       |               |
| CBS Playhouse                          | "Dear Friends"                          | Reginald Rose                       |               |
| Ironside                               | "World Premiere"                        | Don Mankiewicz                      |               |
| Mission: Impossible                    | "The Seal"                              | Allan Balter William Read Woodfield |               |
| 1969                                   |                                         |                                     |               |
| CBS Playhouse                          | "The People Next Door"                  | J. P. Miller                        |               |
| CBS Playhouse                          | "The Experiment"                        | Ellen M. Violett                    |               |
| Hallmark Hall of Fame                  | "Teacher, Teacher"                      | Allan Sloane                        |               |

### Década de 1970
| Ano                        | Série                                              | Episódio                      | Roteirista(s) |
| -------------------------- | -------------------------------------------------- | ----------------------------- | ------------- |
| 1970                       |                                                    |                               |               |
| My Sweet Charlie           | -                                                  | Richard Levinson William Link |               |
| CBS Playhouse              | "Sadbird"                                          | George Bellak                 |               |
| Marcus Welby, M.D.         | "Pilot"                                            | Don Mankiewicz                |               |
| 1971                       |                                                    |                               |               |
| The Bold Ones: The Senator | "To Taste of Death But Once"                       | Joel Oliansky                 |               |
| The Bold Ones: The Senator | "A Continual Roar of Musketry, Parts I & II"       | David W. Rintels              |               |
| 1972                       |                                                    |                               |               |
| Columbo                    | "Death Lends a Hand"                               | Richard Levinson William Link |               |
| Columbo                    | "Murder by the Book"                               | Steven Bochco                 |               |
| Columbo                    | "Suitable for Framing"                             | Jackson Gillis                |               |
| 1973                       |                                                    |                               |               |
| The Waltons                | "The Scholar"                                      | John McGreevey                |               |
| The Waltons                | "The Love Story"                                   | Earl Hamner, Jr.              |               |
| Columbo                    | "Étude in Black"                                   | Steven Bochco                 |               |
| 1974                       |                                                    |                               |               |
| The Waltons                | "The Thanksgiving Story"                           | Joanna Lee                    |               |
| The Waltons                | "The Easter Story"                                 | John McGreevey                |               |
| Kojak                      | "Death is Not a Passing Grade"                     | Gene R. Kearney               |               |
| 1975                       |                                                    |                               |               |
| Benjamin Franklin          | "The Ambassador"                                   | Howard Fast                   |               |
| Benjamin Franklin          | "The Whirlwind"                                    | Loring Mandel                 |               |
| Upstairs, Downstairs       | "Miss Forrest"                                     | Alfred Shaughnessy            |               |
| Upstairs, Downstairs       | "The Bolter"                                       | John Hawkesworth              |               |
| Police Story               | "Roberry: 48 Hours"                                | Robert L. Collins             |               |
| 1976                       |                                                    |                               |               |
| The Adams Chronicles       | "John Adams: Lawyer"                               | Sherman Yellen                |               |
| Rich Man, Poor Man         | "The First 12 Hours"                               | Dean Riesner                  |               |
| Great Performances         | "Jennie: Lady Randolph Churchill"                  | Julian Mitchell               |               |
| The Law                    | "Complaint Amended"                                | Joel Oliansky                 |               |
| Upstairs, Downstairs       | "Another Year"                                     | Alfred Shaughnessy            |               |
| 1977                       |                                                    |                               |               |
| Roots                      | "Part II"                                          | William Blinn Ernest Kinoy    |               |
| The Adams Chronicles       | "Charles Francis Adams: Minister to Great Britain" | Roger O. Hirson               |               |
| The Adams Chronicles       | "John Quincy Adams: President"                     | Tad Mosel                     |               |
| Roots                      | "Part VIII"                                        | M. Charles Cohen              |               |
| Roots                      | "Part V"                                           | James Lee                     |               |
| 1978                       |                                                    |                               |               |
| Holocaust                  | -                                                  | Gerald Green                  |               |
| The Dain Curse             | —                                                  | Robert W. Lenski              |               |
| King                       | "Parts I, II & III"                                | Abby Mann                     |               |
| Meeting of Minds           | —                                                  | Steve Allen                   |               |
| The Norman Conquests       | —                                                  | Alan Ayckbourn                |               |
| 1979                       |                                                    |                               |               |
| Lou Grant                  | "Dying"                                            | Michelle Gallery              |               |
| Lou Grant                  | "Marathon"                                         | Gene Reynolds                 |               |
| Lou Grant                  | "Vet"                                              | Leon Tokatyan                 |               |
| The Paper Chase            | "The Late Mr. Hart"                                | James Bridges                 |               |

### Década de 1980
| Ano                     | Série                                   | Episódio | Roteirista(s) |
| ----------------------- | --------------------------------------- | --- | ------------- |
| 1980                    |                                         | |               |
| Lou Grant               | "Cop"                                   | Seth Freeman |               |
| Lou Grant               | "Brushfire"                             | Allan Burns Gene Reynolds |               |
| Lou Grant               | "Lou"                                   | Michelle Gallery |               |
| Skag                    | "Pilot"                                 | Abby Mann |               |
| Tenspeed and Brown Shoe | "Pilot"                                 | Stephen J. Cannell |               |
| 1981                    |                                         | |               |
| Hill Street Blues       | "Hill Street Station"                   | Steven Bochco Michael Kozoll |               |
| American Dream          | "Pilot"                                 | Ronald M. Cohen Barbara Corday Ken Hecht |               |
| Hill Street Blues       | "Jungle Madness"                        | Steven Bochco Michael Kozoll Anthony Yerkovich |               |
| Lou Grant               | "Rape"                                  | Seth Freeman |               |
| Lou Grant               | "Strike"                                | April Smith |               |
| 1982                    |                                         | |               |
| Hill Street Blues       | "Freedom's Last Stand"                  | Steven Bochco (roteiro/história) Michael Kozoll (história) Jeff Lewis (roteiro) Michael I. Wagner (roteiro) Anthony Yerkovich (roteiro)             |               |
| Hill Street Blues       | "Personal Foul"                         | Steven Bochco Jeff Lewis Michael I. Wagner Anthony Yerkovich                                                                                        |               |
| Hill Street Blues       | "The Second Oldest Profession"          | Steven Bochco (roteiro/história) Robert Crais (roteiro) Michael Kozoll (roteiro) Anthony Yerkovich (história)                                       |               |
| Hill Street Blues       | "The World According to Freedom"        | Michael I. Wagner |               |
| Lou Grant               | "Blacklist"                             | Seth Freeman |               |
| 1983                    |                                         | |               |
| Hill Street Blues       | "Trial by Fury"                         | David Milch |               |
| Hill Street Blues       | "Eugene's Comedy Empire Strikes Back"   | Steven Bochco (história) Karen Hall (roteiro) Jeff Lewis (história) David Milch (roteiro) Anthony Yerkovich (roteiro/história)                      |               |
| Hill Street Blues       | "A Hair of the Dog"                     | Steven Bochco Jeff Lewis Anthony Yerkovich |               |
| Hill Street Blues       | "No Body's Perfect"                     | Steven Bochco (história) Jeff Lewis (história) David Milch (roteiro) Michael I. Wagner (roteiro) Anthony Yerkovich (roteiro)                        |               |
| Hill Street Blues       | "Officer of the Yea"                    | Karen Hall |               |
| 1984                    |                                         | |               |
| St. Elsewhere           | "The Women"                             | Tom Fontana (história) John Masius (história) John Ford Noonan (roteiro)                                                                            |               |
| Hill Street Blues       | "Doris in Wonderland"                   | Steven Bochco (história) Jeff Lewis (história) David Milch (história) Peter Silverman (roteiro)                                                     |               |
| Hill Street Blues       | "Grace Under Pressure"                  | Steven Bochco (história) Mark Frost (roteiro) Karen Hall (roteiro) Jeff Lewis (roteiro/história) David Milch (história) Michael I. Wagner (roteiro) |               |
| St. Elsewhere           | "All About Eve"                         | Tom Fontana John Masius |               |
| St. Elsewhere           | "Newhart"                               | Tom Fontana John Masius Emilie R. Small Garn Stephens                                                                                               |               |
| St. Elsewhere           | "Qui Transulit Sustinet"                | Tom Fontana (história) John Masius (história) Mark Tinker (roteiro) John Tinker (roteiro)                                                           |               |
| 1985                    |                                         | |               |
| Cagney & Lacey          | "Who Said It's Fair, Part II"           | Patricia Green |               |
| Cagney & Lacey          | "Child Witness"                         | Deborah Arakelian |               |
| Hill Street Blues       | "The Rise and Fall of Paul the Wall"    | Jacob Epstein (roteiro) Michael I. Wagner história)                                                                                                 |               |
| Miami Vice              | "Pilot"                                 | Anthony Yerkovich |               |
| St. Elsewhere           | "Murder, She Wrote"                     | Steve Bello Tom Fontana John Masius |               |
| St. Elsewhere           | "Sweet Dreams"                          | Tom Fontana John Masius |               |
| 1986                    |                                         | |               |
| St. Elsewhere           | "Time Heals, Parts I & II"              | Tom Fontana John Masius John Tinker |               |
| Hill Street Blues       | "What Are Friends For?"                 | Dick Wolf |               |
| Moonlighting            | "The Dream Sequence Always Rings Twice" | Debra Frank Carl Sautter |               |
| Moonlighting            | "Twas the Episode Before Christmas"     | Glenn Gordon Caron |               |
| St. Elsewhere           | "Haunted"                               | Charles H. Eglee (roteiro) Tom Fontana (história) Channing Gibson (roteiro) John Masius (história) John Tinker (roteiro)                            |               |
| 1987                    |                                         | |               |
| L.A. Law                | "The Venus Butterfly"                   | Steven Bochco Terry Louise Fisher |               |
| Cagney & Lacey          | "Turn, Turn, Turn, Part I"              | Georgia Jeffries |               |
| Hill Street Blues       | "It Ain't Over Till It's Over"          | Jeff Lewis David Milch John Romano |               |
| L.A. Law                | "Sidney the Dead-Nosed Reindeer"        | William M. Finkelstein |               |
| Moonlighting            | "I Am Curious... Maddie"                | Glenn Gordon Caron (roteiro) Roger Director (história) Charles H. Eglee (história) Karen Hall (história) Ron Osborn (história) Jeff Reno (roteiro)  |               |
| Moonlighting            | "Atomic Shakespeare"                    | Ron Osborn Jeff Reno |               |
| St. Elsewhere           | "Afterlife"                             | Tom Fontana John Masius John Tinker |               |
| 1988                    |                                         | |               |
| thirtysomething         | "Business as Usual"                     | Paul Haggis Marshall Herskovitz |               |
| Beauty and the Beast    | "Pilot"                                 | Ron Koslow |               |
| China Beach             | "Pilot"                                 | John Sacret Young |               |
| L.A. Law                | "Beauty and Obese"                      | Terry Louise Fisher David E. Kelley |               |
| L.A. Law                | "Full Martial Jacket"                   | Steven Bochco (história) Terry Louise Fisher (roteiro/história) David E. Kelley (roteiro)                                                           |               |
| St. Elsewhere           | "The Last One"                          | Tom Fontana (história) Channing Gibson (história) Bruce Paltrow (roteiro) John Tinker (história) Mark Tinker (roteiro)                              |               |
| 1989                    |                                         | |               |
| thirtysomething         | "First Day/Last Day"                    | Joseph Dougherty |               |
| L.A. Law                | "His Suit Is Hirsute"                   | Steven Bochco William M. Finkelstein Michele Gallery David E. Kelley                                                                                |               |
| L.A. Law                | "I'm in the Nude for Love"              | David E. Kelley |               |
| L.A. Law                | "Urine Trouble Now"                     | William M. Finkelstein Michele Gallery David E. Kelley Judith Parker                                                                                |               |
| thirtysomething         | "The Mike Van Dyke Show"                | Marshall Herskovitz Edward Zwick |               |

### Década de 1990
| Ano                          | Série                           | Episódio | Roteirista(s) |
| ---------------------------- | ------------------------------- | --- | ------------- |
| 1990                         |                                 | |               |
| L.A. Law                     | "Blood, Sweat & Fears"          | David E. Kelley |               |
| L.A. Law                     | "Bang...Zoom...Zap"             | William M. Finkelstein David E. Kelley                                                                                        |               |
| thirtysomething              | "The Go-Between"                | Joseph Dougherty |               |
| Twin Peaks                   | "Pilot"                         | Mark Frost David Lynch |               |
| Twin Peaks                   | "Episode 3"                     | Harley Peyton |               |
| 1991                         |                                 | |               |
| L.A. Law                     | "On the Road Again"             | David E. Kelley |               |
| L.A. Law                     | "Lie Harder"                    | Judith Feldman Sarah Woodside Gallagher                                                                                       |               |
| L.A. Law                     | "Mutinies on the Banzai"        | Alan Brennert Patricia Green David E. Kelley                                                                                  |               |
| Northern Exposure            | "Pilot"                         | Joshua Brand John Falsey |               |
| thirtysomething              | "Second Look"                   | Ann Lewis Hamilton |               |
| 1992                         |                                 | |               |
| Northern Exposure            | "Soul Mates"                    | Diane Frolov Andrew Schneider                                                                                                 |               |
| China Beach                  | "Hello-Goodbye"                 | Carol Flint (história) John Sacret Young (história) John Wells (roteiro/história) Lydia Woodward (história)                   |               |
| I'll Fly Away                | "Master Magician"               | David Chase |               |
| Northern Exposure            | "Burning Down the House"        | Robin Green |               |
| Northern Exposure            | "Democracy in America"          | Jeff Melvoin |               |
| 1993                         |                                 | |               |
| Homicide: Life on the Street | "Three Men and Adena"           | Tom Fontana |               |
| Homefront                    | "The Lacemakeres"               | Bernard Lechowick |               |
| Law & Order                  | "Manhood"                       | Walon Green (história) Robert Nathan (roteiro/história)                                                                       |               |
| Northern Exposure            | "Kaddish for Uncle Manny"       | Jeff Melvoin |               |
| Northern Exposure            | "Midnight Sun"                  | Geoffrey Neigher |               |
| 1994                         |                                 | |               |
| NYPD Blue                    | "Steroid Roy"                   | Ann Biderman |               |
| NYPD Blue                    | "NYPD Lou"                      | Ted Mann |               |
| NYPD Blue                    | "Personal Foul"                 | Burton Amus (roteiro) David Milch (história)                                                                                  |               |
| NYPD Blue                    | "Pilot"                         | Steven Bochco (história) David Milch (roteiro/história)                                                                       |               |
| NYPD Blue                    | "Tempest in a C-Cup"            | Gardner Stern |               |
| 1995                         |                                 | |               |
| ER                           | "Love's Labor Lost"             | Lance Gentile |               |
| ER                           | "Pilot"                         | Michael Crichton |               |
| My So-Called Life            | "Pilot"                         | Winnie Holzman |               |
| NYPD Blue                    | "Simone Says"                   | Steven Bochco (história) Walon Green (roteiro/história) David Milch (roteiro/história)                                        |               |
| The X-Files                  | "Duane Barry"                   | Chris Carter |               |
| 1996                         |                                 | |               |
| The X-Files                  | "Clyde Bruckman's Final Repose" | Darin Morgan |               |
| ER                           | "The Healers"                   | John Wells |               |
| ER                           | "Hell and High Water"           | Neal Baer |               |
| Murder One                   | "Chapter One"                   | Steven Bochco (roteiro/história) Charles H. Eglee (roteiro/história) Channing Gibson (roteiro/história) David Milch (roteiro) |               |
| NYPD Blue                    | "The Backboard Jungle"          | David Mills (roteiro) William L. Morris (história)                                                                            |               |
| 1997                         |                                 | |               |
| NYPD Blue                    | "Where's Swaldo?"               | Stephen Gaghan David Milch Michael R. Perry                                                                                   |               |
| ER                           | "Faith"                         | John Wells |               |
| ER                           | "Whose Happy Now?"              | Neal Baer |               |
| NYPD Blue                    | "Taillight's Last Gleaming"     | David Mills |               |
| The X-Files                  | "Memento Mori"                  | Chris Carter Vince Gilligan John Shiban Frank Spotnitz                                                                        |               |
| 1998                         |                                 | |               |
| NYPD Blue                    | "Lost Israel, Part II"          | Bill Clark (história) David Milch (roteiro/história) Nicholas Wootton (roteiro)                                               |               |
| Homicide: Life on the Street | "Subway"                        | James Yoshimura |               |
| NYPD Blue                    | "Lost Israel, Part I"           | Bill Clark (história Ted Mann (roteiro/história) David Milch (roteiro) Meredith Stiehm (história)                             |               |
| The Practice                 | "Betrayal"                      | David E. Kelley |               |
| The X-Files                  | "The Post-Modern Prometheus"    | Chris Carter |               |
| 1999                         |                                 | |               |
| The Sopranos                 | "College"                       | David Chase James Manos, Jr.                                                                                                  |               |
| NYPD Blue                    | "Hearts and Souls"              | Steven Bochco (história) Bill Clark (história) David Milch (história) Nicholas Wootton (roteiro)                              |               |
| The Sopranos                 | "Isabella"                      | Mitchell Burgess Robin Green                                                                                                  |               |
| The Sopranos                 | "Nobody Knows Anything"         | Frank Renzulli |               |
| The Sopranos                 | "Pilot"                         | David Chase |               |

### Década de 2000
| Ano                      | Série                                                     | Episódio                                                                                    | Roteirista(s) |
| ------------------------ | --------------------------------------------------------- | ------------------------------------------------------------------------------------------- | ------------- |
| 2000                     |                                                           |                                                                                             |               |
| The West Wing            | "In Excelsis Deo"                                         | Rick Cleveland Aaron Sorkin                                                                 |               |
| Buffy the Vampire Slayer | "Hush"                                                    | Joss Whedon                                                                                 |               |
| The Sopranos             | "Funhouse"                                                | David Chase Todd A. Kessler                                                                 |               |
| The Sopranos             | "The Knight in White Satin Armor"                         | Mitchell Burgess Robin Green                                                                |               |
| The West Wing            | "Pilot"                                                   | Aaron Sorkin                                                                                |               |
| 2001                     |                                                           |                                                                                             |               |
| The Sopranos             | "Employee of the Month"                                   | Mitchell Burgess Robin Green                                                                |               |
| The Sopranos             | "Amour Fou"                                               | David Chase (história) Frank Renzulli (roteiro)                                             |               |
| The Sopranos             | "Pine Barrens"                                            | Tim Van Patten (história) Terence Winter (roteiro/história)                                 |               |
| The Sopranos             | "Second Opinion"                                          | Lawrence Konner                                                                             |               |
| The West Wing            | "In the Shadow of Two Gunmen, Parts I & II"               | Aaron Sorkin                                                                                |               |
| 2002                     |                                                           |                                                                                             |               |
| 24                       | "12:00 a.m. – 1:00 a.m."                                  | Robert Cochran Joel Surnow                                                                  |               |
| Alias                    | "Truth Be Told"                                           | J. J. Abrams                                                                                |               |
| ER                       | "On the Beach"                                            | John Wells                                                                                  |               |
| The Shield               | "Pilot"                                                   | Shawn Ryan                                                                                  |               |
| The West Wing            | "Posse Comitatus"                                         | Aaron Sorkin                                                                                |               |
| 2003                     |                                                           |                                                                                             |               |
| The Sopranos             | "Whitecaps"                                               | Mitchell Burgess David Chase Robin Green                                                    |               |
| Six Feet Under           | "Twilight"                                                | Craig Wright                                                                                |               |
| The Sopranos             | "Eloise"                                                  | Terence Winter                                                                              |               |
| The Sopranos             | "Whoever Did This"                                        | Mitchell Burgess Robin Green                                                                |               |
| The West Wing            | "Twenty Five"                                             | Aaron Sorkin                                                                                |               |
| 2004                     |                                                           |                                                                                             |               |
| The Sopranos             | "Long Term Parking"                                       | Terence Winter                                                                              |               |
| Deadwood                 | "Pilot"                                                   | David Milch                                                                                 |               |
| The Sopranos             | "Irregular Around the Margins"                            | Mitchell Burgess Robin Green                                                                |               |
| The Sopranos             | "Unidentified Black Males"                                | Matthew Weiner Terence Winter                                                               |               |
| The Sopranos             | "Where's Johnny?"                                         | Michael Caleo                                                                               |               |
| 2005                     |                                                           |                                                                                             |               |
| House, M.D.              | "Three Stories"                                           | David Shore                                                                                 |               |
| Lost                     | "Pilot, Parts I & II"                                     | J. J. Abrams (roteiro/história) Jeffrey Lieber (história) Damon Lindelof (roteiro/história) |               |
| Lost                     | "Walkabout"                                               | David Fury                                                                                  |               |
| Rescue Me                | "Pilot"                                                   | Denis Leary Peter Tolan                                                                     |               |
| The Wire                 | "Middle Ground"                                           | George Pelecanos (roteiro/história) David Simon (história)                                  |               |
| 2006                     |                                                           |                                                                                             |               |
| The Sopranos             | "Members Only"                                            | Terence Winter                                                                              |               |
| Grey's Anatomy           | "Into You Like a Train"                                   | Krista Vernoff                                                                              |               |
| Grey's Anatomy           | "It's the End of the World (As We Know It), Parts I & II" | Shonda Rhimes                                                                               |               |
| Lost                     | "The 23rd Psalm"                                          | Carlton Cuse Damon Lindelof                                                                 |               |
| Six Feet Under           | "Everyone's Waiting"                                      | Alan Ball                                                                                   |               |
| 2007                     |                                                           |                                                                                             |               |
| The Sopranos             | "Made in America"                                         | David Chase                                                                                 |               |
| Battlestar Galactica     | "Occupation"/"Precipice"                                  | Ronald D. Moore                                                                             |               |
| Lost                     | "Through the Looking Glass"                               | Carlton Cuse Damon Lindelof                                                                 |               |
| The Sopranos             | "Kennedy and Heidi"                                       | David Chase Matthew Weiner                                                                  |               |
| The Sopranos             | "The Second Coming"                                       | Terence Winter                                                                              |               |
| 2008                     |                                                           |                                                                                             |               |
| Mad Men                  | "Smoke Gets in Your Eyes"                                 | Matthew Weiner                                                                              |               |
| Battlestar Galactica     | "Six of One"                                              | Michael Angeli                                                                              |               |
| Damages                  | "Pilot"                                                   | Todd A. Kessler Glenn Kessler Daniel Zelman                                                 |               |
| Mad Men                  | "The Wheel"                                               | Robin Veith Matthew Weiner                                                                  |               |
| The Wire                 | "–30–"                                                    | Ed Burns (história) David Simon (roteiro/história)                                          |               |
| 2009                     |                                                           |                                                                                             |               |
| Mad Men                  | "Meditations in an Emergency"                             | Kater Gordon Matthew Weiner                                                                 |               |
| Lost                     | "The Incident"                                            | Carlton Cuse Damon Lindelof                                                                 |               |
| Mad Men                  | "A Night to Remember"                                     | Robin Veith Matthew Weiner                                                                  |               |
| Mad Men                  | "Six Month Leave"                                         | Andre Jacquemetton Maria Jacquemetton Matthew Weiner                                        |               |
| Mad Men                  | "The Jet Set"                                             | Matthew Weiner                                                                              |               |

### Década de 2010
| Ano                 | Série                                      | Episódio                              | Roteirista(s) |
| ------------------- | ------------------------------------------ | ------------------------------------- | ------------- |
| 2010                |                                            |                                       |               |
| Mad Men             | "Shut the Door. Have a Seat."              | Erin Levy Matthew Weiner              |               |
| Friday Night Lights | "The Son"                                  | Rolin Jones                           |               |
| The Good Wife       | "Pilot"                                    | Michelle King Robert King             |               |
| Lost                | "The End"                                  | Carlton Cuse Damon Lindelof           |               |
| Mad Men             | "Guy Walks Into an Advertising Agency"     | Robin Veith Matthew Weiner            |               |
| 2011                |                                            |                                       |               |
| Friday Night Lights | "Always"                                   | Jason Katims                          |               |
| Game of Thrones     | "Baelor"                                   | David Benioff D. B. Weiss             |               |
| The Killing         | "Pilot"                                    | Veena Sud                             |               |
| Mad Men             | "Blowing Smoke"                            | Andre Jacquemetton Maria Jacquemetton |               |
| Mad Men             | "The Suitcase"                             | Matthew Weiner                        |               |
| 2012                |                                            |                                       |               |
| Homeland            | "Pilot"                                    | Alex Gansa Howard Gordon Gideon Raff  |               |
| Downton Abbey       | "Episode 7"                                | Julian Fellowes                       |               |
| Mad Men             | "The Other Woman"                          | Semi Chellas Matthew Weiner           |               |
| Mad Men             | "Far Away Places"                          | Semi Chellas Matthew Weiner           |               |
| Mad Men             | "Commissions and Fees"                     | Andre Jacquemetton Maria Jacquemetton |               |
| 2013                |                                            |                                       |               |
| Homeland            | "Q&A"                                      | Henry Bromell                         |               |
| Breaking Bad        | "Dead Freight"                             | George Mastras                        |               |
| Breaking Bad        | "Say My Name"                              | Thomas Schnauz                        |               |
| Downton Abbey       | "Episode 4"                                | Julian Fellowes                       |               |
| Game of Thrones     | "The Rains of Castamere"                   | David Benioff D. B. Weiss             |               |
| 2014                |                                            |                                       |               |
| Breaking Bad        | "Ozymandias"                               | Moira Walley-Beckett                  |               |
| Breaking Bad        | "Felina"                                   | Vince Gilligan                        |               |
| Game of Thrones     | "The Children"                             | David Benioff D. B. Weiss             |               |
| House of Cards      | "Chapter 14"                               | Beau Willimon                         |               |
| True Detective      | "The Secret Fate of All Life"              | Nic Pizzolatto                        |               |
| 2015                |                                            |                                       |               |
| Game of Thrones     | "Mother's Mercy"                           | David Benioff D. B. Weiss             |               |
| The Americans       | "Do Mail Robots Dream of Electric Sheep?"  | Joshua Brand                          |               |
| Better Call Saul    | "Five-O"                                   | Gordon Smith                          |               |
| Mad Men             | "Lost Horizon"                             | Semi Chellas Matthew Weiner           |               |
| Mad Men             | "Person to Person"                         | Matthew Weiner                        |               |
| 2016                |                                            |                                       |               |
| Game of Thrones     | "Battle of the Bastards"                   | David Benioff D. B. Weiss             |               |
| The Americans       | "Persona Non Grata"                        | Joel Fields Joe Weisberg              |               |
| Downton Abbey       | "Episode 8"                                | Julian Fellowes                       |               |
| The Good Wife       | "End"                                      | Michelle King Robert King             |               |
| Mr. Robot           | "eps1.0_hellofriend.mov"                   | Sam Esmail                            |               |
| UnREAL              | "Return"                                   | Marti Noxon Sarah Gertrude Shapiro    |               |
| 2017                |                                            |                                       |               |
| The Handmaid's Tale | "Offred (Pilot)"                           | Bruce Miller                          |               |
| The Americans       | "The Soviet Division"                      | Joel Fields Joe Weisberg              |               |
| Better Call Saul    | "Chicanery"                                | Gordon Smith                          |               |
| The Crown           | "Assassins"                                | Peter Morgan                          |               |
| Stranger Things     | "Chapter One: The Vanishing of Will Byers" | The Duffer Brothers                   |               |
| Westworld           | "The Bicameral Mind"                       | Lisa Joy Jonathan Nolan               |               |
| 2018                |                                            |                                       |               |
| The Americans       | "START"                                    | Joel Fields Joe Weisberg              |               |
| The Handmaid's Tale | "June"                                     | Bruce Miller                          |               |
| Game of Thrones     | "The Dragon and the Wolf"                  | David Benioff D. B. Weiss             |               |
| The Crown           | "Mystery Man"                              | Peter Morgan                          |               |
| Stranger Things     | "Chapter Nine: The Gate"                   | The Duffer Brothers                   |               |
| Killing Eve         | "Nice Face"                                | Phoebe Waller-Bridge                  |               |
| 2019                |                                            |                                       |               |
| Succession          | "Nobody Is Ever Missing"                   | Jesse Armstrong                       |               |
| The Handmaid's Tale | "Holly"                                    | Bruce Miller Kira Snyder              |               |
| Game of Thrones     | "The Iron Throne"                          | David Benioff D. B. Weiss             |               |
| Better Call Saul    | "Winner"                                   | Peter Gould Thomas Schnauz            |               |
| Bodyguard           | "Episode 1"                                | Jed Mercurio                          |               |
| Killing Eve         | "Nice and Neat"                            | Emerald Fennell                       |               |

### Década de 2020
| Ano                 | Série                     | Episódio                                                          | Roteirista(s) |
| ------------------- | ------------------------- | ----------------------------------------------------------------- | ------------- |
| 2020                |                           |                                                                   |               |
| Succession          | "This Is Not for Tears"   | Jesse Armstrong                                                   |               |
| Better Call Saul    | "Bad Choice Road"         | Thomas Schnauz                                                    |               |
| Better Call Saul    | "Bagman"                  | Gordon Smith                                                      |               |
| The Crown           | "Aberfan"                 | Peter Morgan                                                      |               |
| Ozark               | "All In"                  | Chris Mundy                                                       |               |
| Ozark               | "Boss Fight"              | John Shiban                                                       |               |
| Ozark               | "Fire Pink"               | Miki Johnson                                                      |               |
| 2021                |                           |                                                                   |               |
| The Crown           | "War"                     | Peter Morgan                                                      |               |
| The Handmaid's Tale | "Home"                    | Yahlin Chang                                                      |               |
| The Boys            | "What I Know"             | Rebecca Sonnenshine                                               |               |
| The Mandalorian     | "Chapter 13: The Jedi"    | Dave Filoni                                                       |               |
| The Mandalorian     | "Chapter 16: The Rescue"  | Jon Favreau                                                       |               |
| Lovecraft Country   | "Sundown"                 | Misha Green                                                       |               |
| Pose                | "Series Finale"           | Ryan Murphy, Brad Falchuk, Steven Canals, Janet Mock e Our Lady J |               |
| 2022                |                           |                                                                   |               |
| Succession          | "All the Bells Say"       | Jesse Armstrong                                                   |               |
| Better Call Saul    | "Plan and Execution"      | Thomas Schnauz                                                    |               |
| Ozark               | "A Hard Way to Go"        | Chris Mundy                                                       |               |
| Severance           | "The We We Are"           | Dan Erickson                                                      |               |
| Squid Game          | "One Lucky Day"           | Hwang Dong-hyuk                                                   |               |
| Yellowjackets       | "Pilot"                   | Ashley Lyle e Bart Nickerson                                      |               |
| Yellowjackets       | "F Sharp"                 | Jonathan Lisco, Ashley Lyle e Bart Nickerson                      |               |
| 2023                |                           |                                                                   |               |
| Succession          | "Connor's Wedding"        | Jesse Armstrong                                                   |               |
| Andor               | "One Way Out"             | Beau Willimon                                                     |               |
| Bad Sisters         | "The Prick"               | Sharon Horgan, Dave Finkel e Brett Baer                           |               |
| The Last of Us      | "Long, Long Time"         | Craig Mazin                                                       |               |
| The White Lotus     | "Arrivederci"             | Mike White                                                        |               |
| Better Call Saul    | "Point and Shoot"         | Gordon Smith                                                      |               |
| Better Call Saul    | "Saul Gone"               | Peter Gould                                                       |               |
| 2024                |                           |                                                                   |               |
| Slow Horses         | "Negotiating with Tigers" | Will Smith                                                        |               |
| Fallout             | "The End"                 | Geneva Robertson-Dworet e Graham Wagner                           |               |
| The Crown           | "Ritz"                    | Peter Morgan e Meriel Sheibani-Clare                              |               |
| Mr. & Mrs. Smith    | "First Date"              | Francesca Sloane e Donald Glover                                  |               |
| Shōgun              | "Anjin"                   | Rachel Kondo e Justin Marks                                       |               |
| Shōgun              | "Crimson Sky"             | Rachel Kondo e Caillin Puente                                     |               |